# Escudo de Castellnou de Bages

Representación del escudo de armas municipal de Castellnou de Bages.

El escudo de armas de Castellnou de Bagés es un símbolo del municipio español de Castellnou de Bages y se describe, según la terminología precisa de la heráldica, por el siguiente blasón:

«Escudo embaldosado: de sinople, un león de oro lampasado y armado de gules. Al timbre, una corona de pueblo.»

## Diseño
La composición está formada sobre un fondo en forma de cuadrado apoyado sobre una de sus aristas (escudo de ciudad o embaldosado) según la configuración difundida en Cataluña al haber sido adoptada por la administración en sus especificaciones para el diseño oficial, de color verde (sinople), con una única carga, en forma de león de color amarillo vivo (oro), con la lengua (lampasado) y las garras (armado) de color rojo (gules). Al no especificar nada más, el león se representa en su posición natural o por defecto, que es la de rampante, estando en actitud alzado, apoyado sobre las patas traseras con las delanteras arriba, con la pata derecha más arriba que la izquierda y la boca abierta con la lengua fuera.
El escudo está acompañado en la parte superior de un timbre en forma de corona mural, que es la adoptada por la Generalidad de Cataluña para timbrar genéricamente a los escudos de los municipios. En este caso, se trata de una corona mural de villa, que básicamente es un lienzo de muralla amarillo (oro) con puertas y ventanas en negro (cerrado de sable), con cuatro torres almenadas, tres de ellas vistas.

## Historia

Representación del antiguo escudo de armas de Castellnou de Bages.

Este blasón fue aprobado el 26 de abril de 1989 y publicado en el DOGC n.º 1.143 de 17 de mayo del mismo año.
El león es una figura que aparece tradicionalmente en los escudos del pueblo, al menos desde 1876. En la revista n.º 22 de Hidalguía, publicada en 1957 aparecía el siguiente blasón: Un león de púrpura terrasado de sinople. que ya tenía como carga principal, al león.